# Hyperaspis
Hyperaspis är ett släkte av skalbaggar som beskrevs av Louis Alexandre Auguste Chevrolat 1837. Hyperaspis ingår i familjen nyckelpigor.

## Bildgalleri

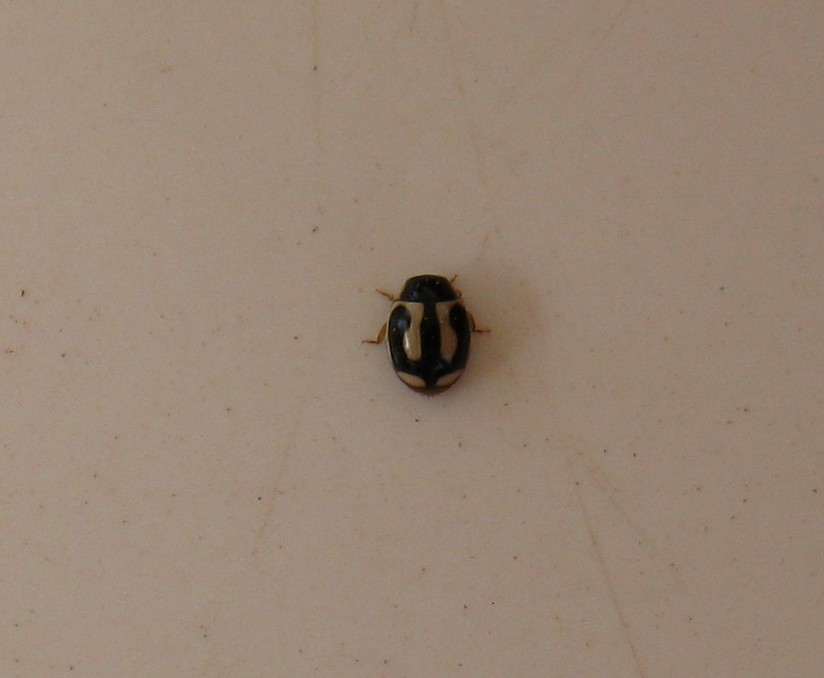
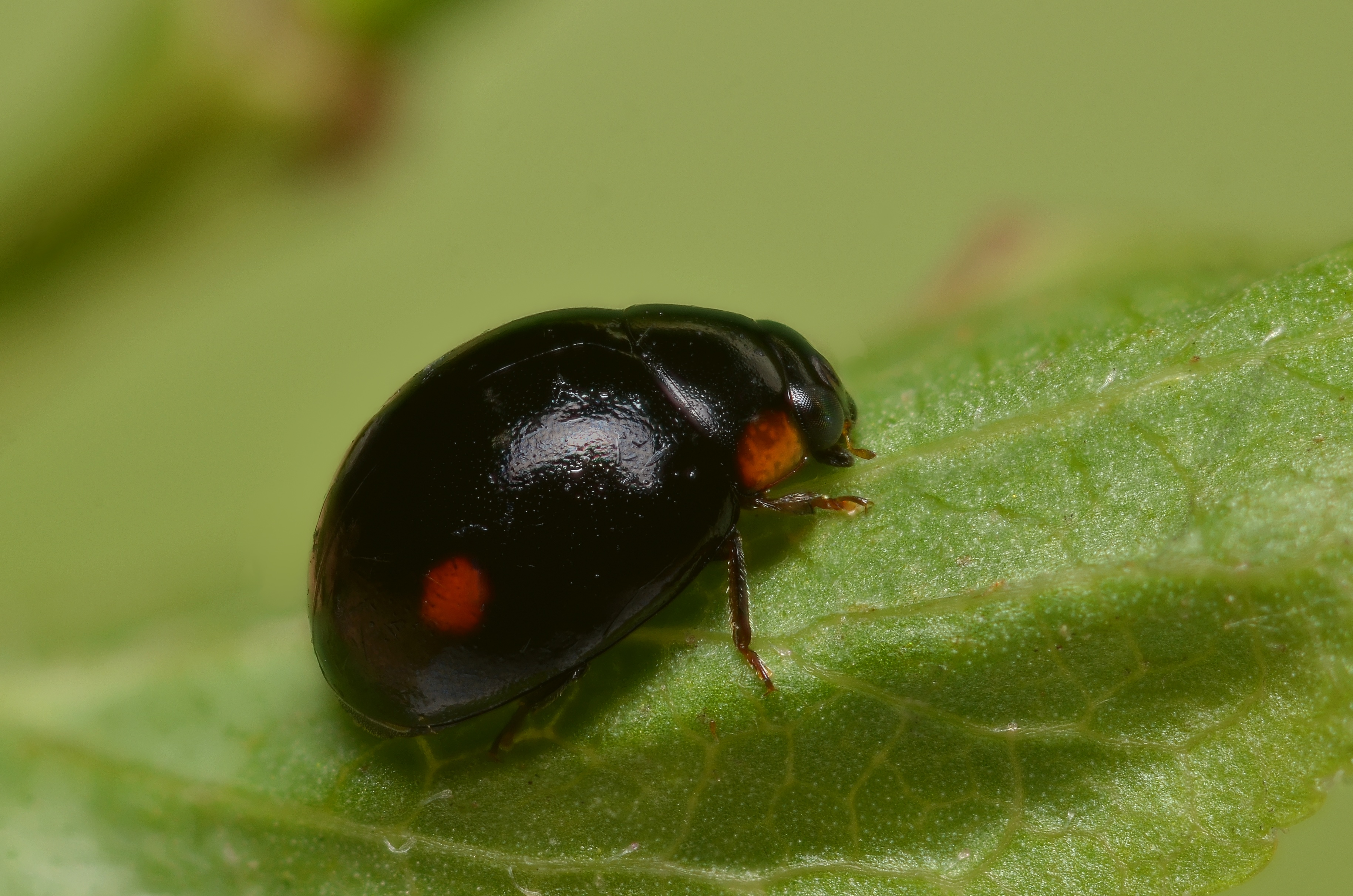
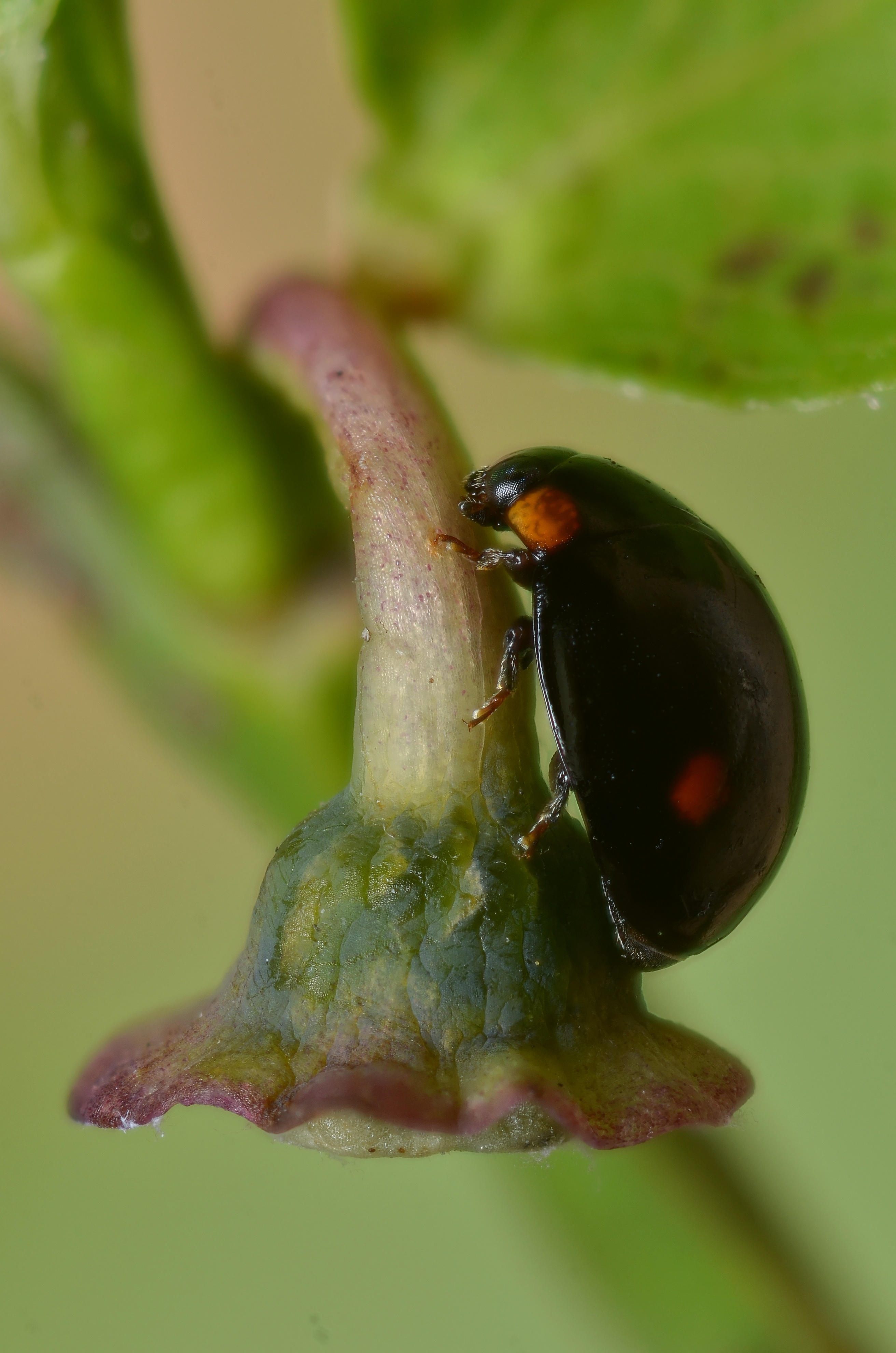
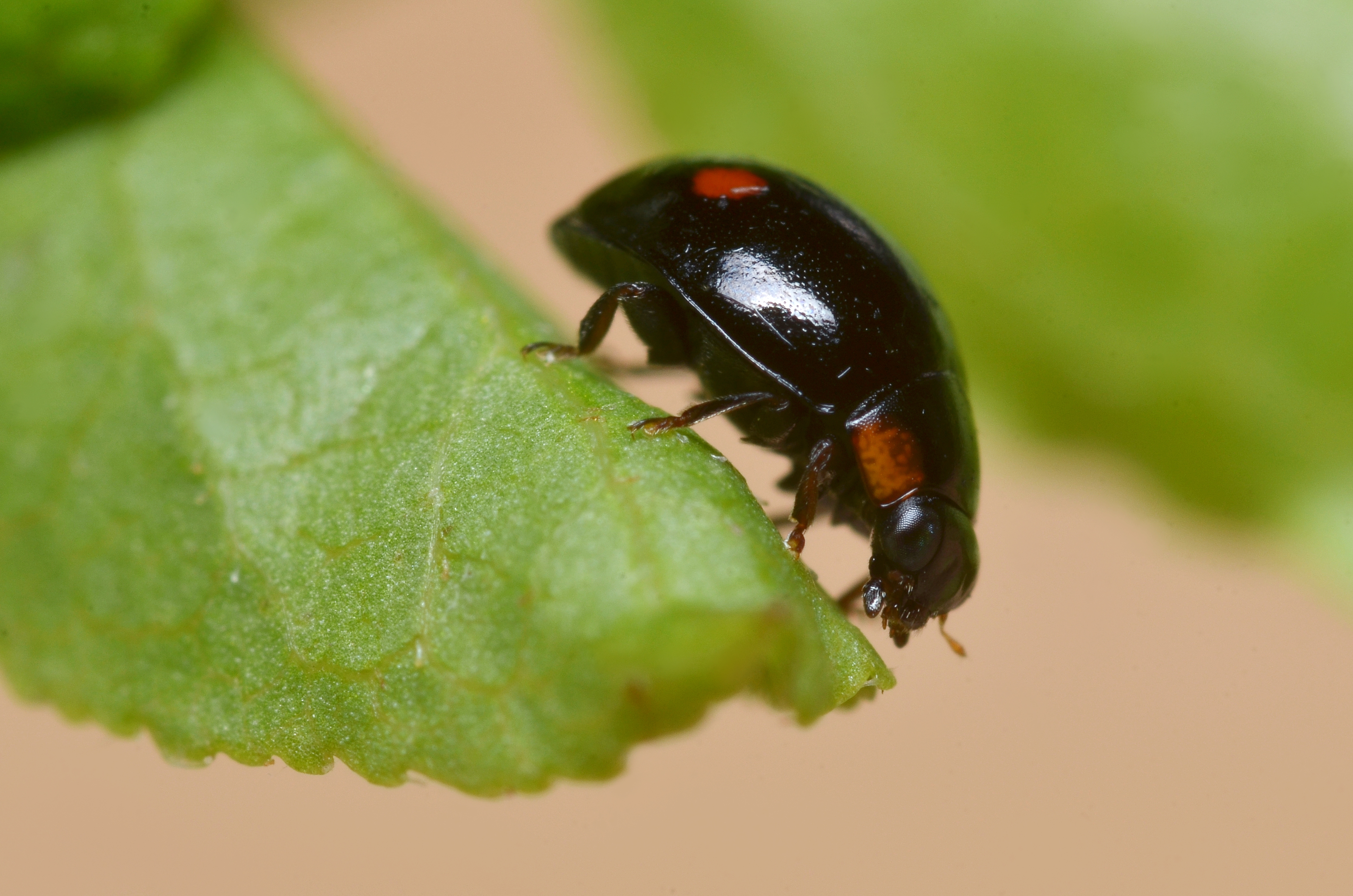
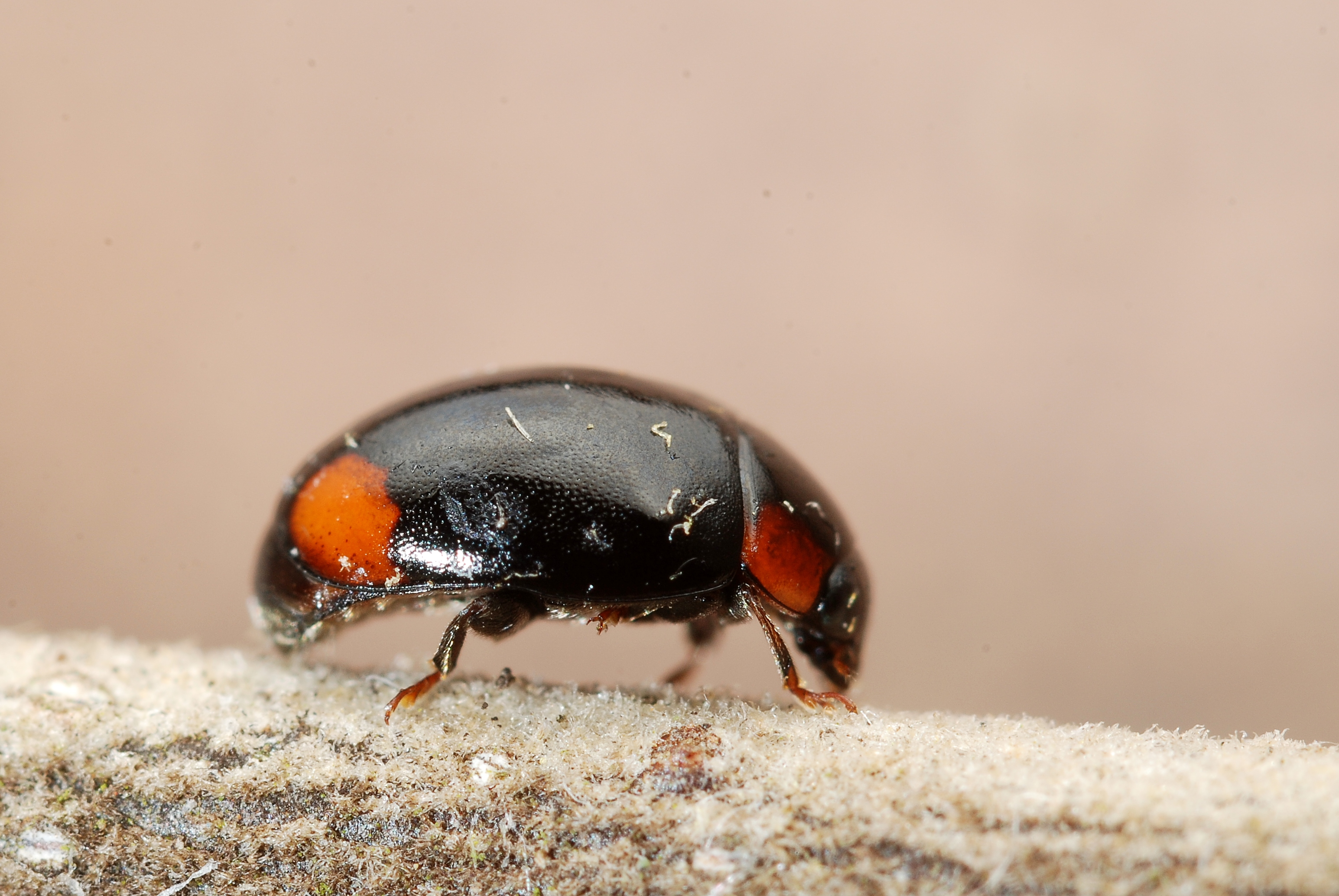
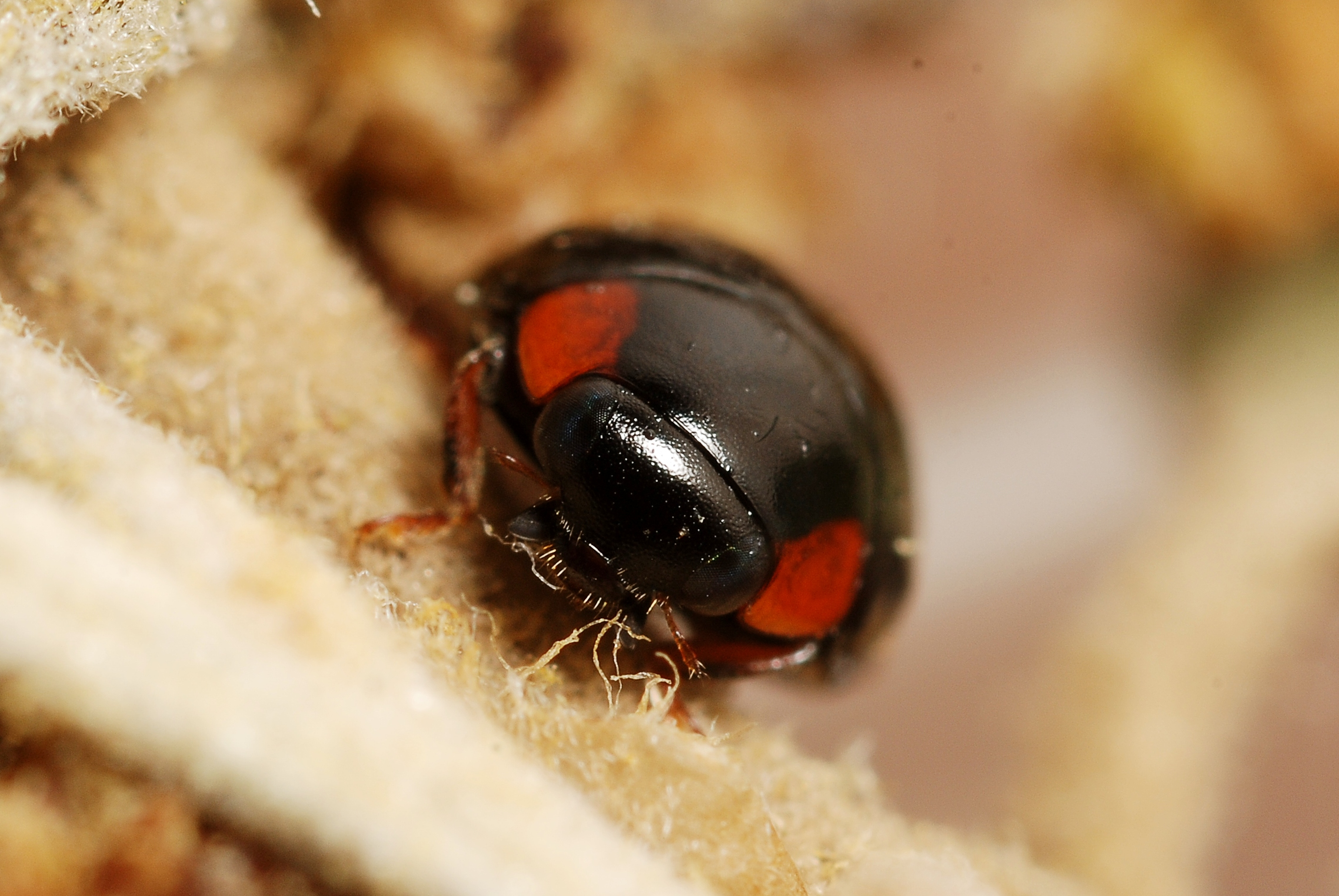

## Dottertaxa tillHyperaspis, i alfabetisk ordning[1][2]
- Hyperaspis aemulator
- Hyperaspis albicollis
- Hyperaspis annexa
- Hyperaspis arizonica
- Hyperaspis bensonica
- Hyperaspis bigeminata
- Hyperaspis binaria
- Hyperaspis binotata
- Hyperaspis bolteri
- Hyperaspis borealis
- Hyperaspis brunnescens
- Hyperaspis campestris
- Hyperaspis caseyi
- Hyperaspis centralis
- Hyperaspis chapini
- Hyperaspis cincta
- Hyperaspis concavus
- Hyperaspis concolor
- Hyperaspis connectens
- Hyperaspis consimilis
- Hyperaspis conspirans
- Hyperaspis conviva
- Hyperaspis cruenta
- Hyperaspis deludens
- Hyperaspis disconotata
- Hyperaspis disrupta
- Hyperaspis dissoluta
- Hyperaspis dobzhanskyi
- Hyperaspis donzeli
- Hyperaspis esclavium
- Hyperaspis excelsa
- Hyperaspis fastidiosa
- Hyperaspis filiola
- Hyperaspis fimbriolata
- Hyperaspis gemina
- Hyperaspis gemma
- Hyperaspis globula
- Hyperaspis haematosticta
- Hyperaspis imitator
- Hyperaspis immaculata
- Hyperaspis inedita
- Hyperaspis inexpectata
- Hyperaspis inflexa
- Hyperaspis jasperensis
- Hyperaspis jocosa
- Hyperaspis jovialis
- Hyperaspis lateralis
- Hyperaspis leachi
- Hyperaspis lewisii
- Hyperaspis levrati
- Hyperaspis limbalis
- Hyperaspis longicoxitis
- Hyperaspis lugubris
- Hyperaspis major
- Hyperaspis mckenziei
- Hyperaspis medialis
- Hyperaspis moerens
- Hyperaspis nigrosuturalis
- Hyperaspis nunenmacheri
- Hyperaspis octavia
- Hyperaspis octonotata
- Hyperaspis oculaticauda
- Hyperaspis oculifera
- Hyperaspis oregona
- Hyperaspis ornatella
- Hyperaspis osculans
- Hyperaspis paludicola
- Hyperaspis pinguis
- Hyperaspis pistillata
- Hyperaspis pleuralis
- Hyperaspis pluto
- Hyperaspis postica
- Hyperaspis pratensis
- Hyperaspis proba
- Hyperaspis protensa
- Hyperaspis pseudopustulata
- Hyperaspis psyche
- Hyperaspis punctata
- Hyperaspis quadrioculata
- Hyperaspis quadrivittata
- Hyperaspis querquesi
- Hyperaspis revocans
- Hyperaspis rivularis
- Hyperaspis rotunda
- Hyperaspis sanctaeritae
- Hyperaspis schaefferi
- Hyperaspis senegalensis
- Hyperaspis sexverrucata
- Hyperaspis signata
- Hyperaspis significans
- Hyperaspis silvestrii
- Hyperaspis simulans
- Hyperaspis simulatrix
- Hyperaspis spiculinota
- Hyperaspis taeniata
- Hyperaspis triangulum
- Hyperaspis trifurcata
- Hyperaspis trilineata
- Hyperaspis troglodytes
- Hyperaspis tuckeri
- Hyperaspis undulata
- Hyperaspis uniformis
- Hyperaspis uteana
- Hyperaspis weisei
- Hyperaspis wickhami